# 4073 Ruianzhongxue
4073 Ruianzhongxue (1981 UE10) là một tiểu hành tinh vành đai chính.